# Tseten Dolma
Pour les articles homonymes, voir Dolma (prénom tibétain).
Tseten Dolma (tibétain : ཚེ་བརྟན་སྒྲོལ་མ།, Wylie : tshe brtan sgrol ma, pinyin tibétain : Cêdain Zhoima, THL : Tseten Dolma, chinois simplifié : 才旦卓玛 ; pinyin : Cáidàn Zhuōmǎ), née en juin ou le 1er août 1937, à Xigaze, est une chanteuse tibétaine. Elle chante en tibétain et mandarin standard.

## Œuvres
Parmi les œuvres notables, on peut citer :
- Sur la montagne d'or de Pékin (《在北京的金山上》)
- Les serfs émancipés chantent fièrement (《翻身农奴把歌唱》)
- Oie volant loin (《远飞的大雁》)
- chant entonnant dans le cœur (《唱起心中的歌》)
- Chants du bonheur (《幸福的歌声》)
- Le Vent du printemps ondule dans le cœur (《春风在心中荡漾》)
- Les Lhobas volent en déployant leurs ailes  (《珞巴展翅飞翔》)